# Osmometr
Osmometr – (gr. osmós "ciśnienie" + metreín "mierzyć") fiz. przyrząd do pomiaru ciśnienia osmotycznego roztworów.

## Budowa i Działanie
Składa się z naczynka (woreczka) zawierającego badany roztwór oddzielony przegrodą półprzepuszczalną (stanowiącą ścianki woreczka) od czystego rozpuszczalnika. Woreczek osadzony jest na rurce szklanej, w górnej części zwężonej. Rozpuszczalnik przenikając osmotycznie do roztworu wywołuje podnoszenie się poziomu cieczy w cienkiej rurce; pomiar tego poziomu po ustaleniu się równowagi pozwala na określenie ciśnienia osmotycznego jako ciśnienia hydrostatycznego odpowiednio wysokiego słupa cieczy.